# Linus Gerdemann
Linus Gerdemann (Münster, 16 de setembro de 1982) é um ciclista profissional Alemão.
Depois de correr em equipas amadoras como a Team Winfix e a Team AKUD, em 2005 tornou-se ciclista profissional assinado um contrato de 2 anos pela equipa dinamarquesa, Team CSC por recomendação de Jens Voigt.
No primeiro ano de profissional ganhou a 7ª etapa do Tour de Suisse e vestiu a camisola de líder nos 4 Jours de Dunkerke.
No final de 2005 assinou um contrato com uma equipa rival, a T-Mobile. Esse contrato começaria em 2007, mas o Director Desportivo Bjarne Riis deixou Gerdemann sair da CSC no final de 2005.
E em 2007 pela T-Mobile teve o seu melhor momento até agora. Foi no dia 14 de Julho na 7ª etapa do Tour de France ganhando a etapa que ligava Bourg-en-Bresse a Le Grand-Bornand. Uma etapa em plenos Alpes.
A conquista da etapa deu-lhe a amarela de líder e a camisola branca de líder da juventude. Devido a ter ganho esta etapa com um ataque de muito longe, foi também premiado com o prémio da combatividade.